# Børge Jacobsen
Børge Knud Erik Ejvind Jacobsen (1907 - 4. juli 1979, Birkerød) antikvitetshandler, sekretær, politiker og forfatter. Han var medlem af Københavns borgerrepræsentation 1942-1946  først for socialdemokratiet så i 1943 som spidskandidat for Danmarks Nationalsocialistiske Arbejderparti. Startede sit politiske engagement i Danmarks Socialdemokratiske Ungdom, og var frem til under besættelsen ansat på avisen Social-Demokraten som redaktionssekretær.